# Коаліція авіаційних спроможностей

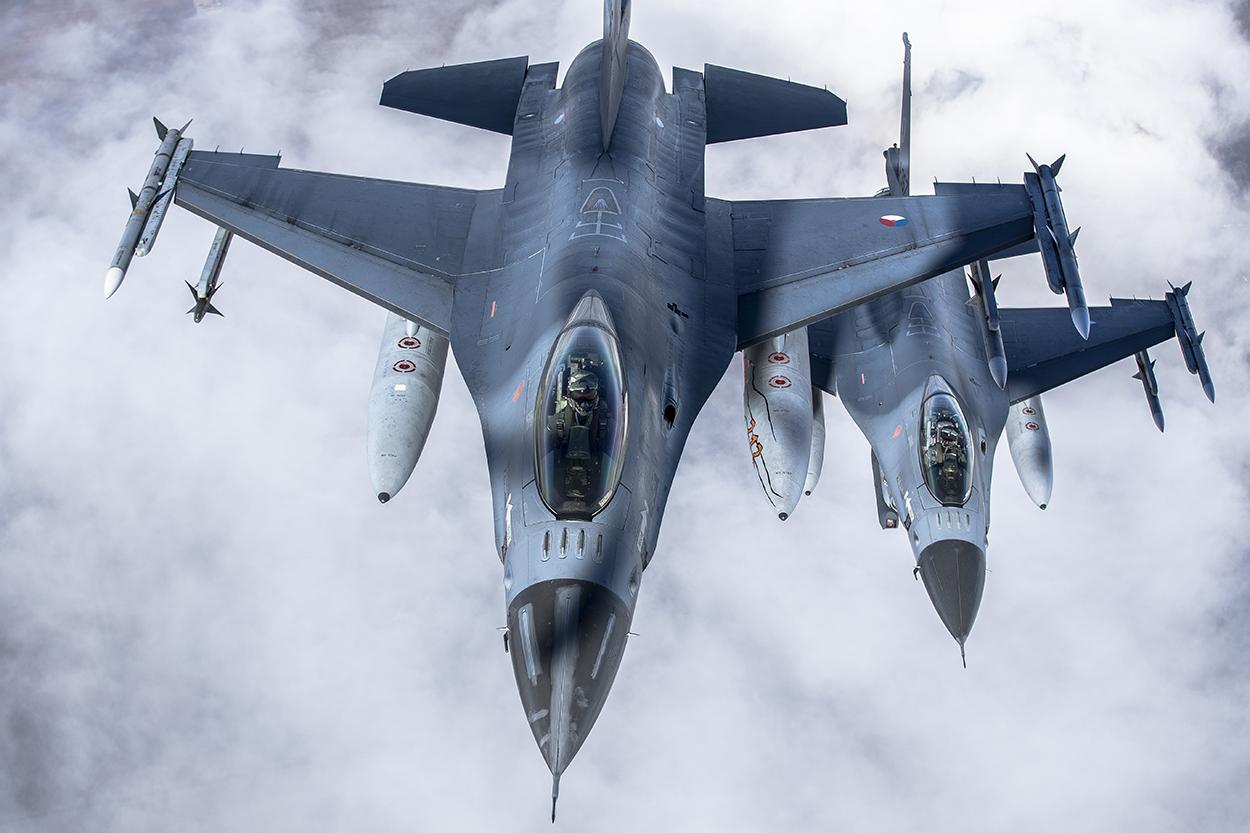
Нідерландські F-16, які можуть стати наймасовішими літаками, переданими Україні

Коаліція авіаційних спроможностей (також Авіаційна коаліція або Коаліція винищувачів) — організація країн, які беруть участь у передачі багатоцільових винищувачів західного зразка для України в рамках МТД для відбиття російської агресії з 2022 року. Коаліцію утворено 16 травня 2023 року, станом на липень 2023 в неї входило 11 країн. У квітні 2024 року стало відомо про створення Офісу підтримки коаліцій, до якого увійшла й авіаційна коаліція.
Сучасні багатоцільові винищувачі необхідні Україні для заміни радянського парку тактичних літаків (МіГ-29, Су-27, Су-25, Су-24), найновіші з яких були виготовлені понад 30 років тому. Наявні літаки мають застарілі радари та озброєння, що не дозволяє їм ефективно боротись із російськими крилатими ракетами та БПЛА, а тим більше із російською авіацією. Західні літаки мають сучасні радари та ракети, що дозволяє їм бути значно ефективнішими. Крім того, вже наявні в Україні західні зразки ударного авіаційного озброєння, як JDAM та AGM-88 HARM, стануть значно ефективнішими на західних літаках.
Станом на 21 вересня 2023 року анонсовано надання F-16AM/BM (аналоги Block 50/52): 42 літаків Нідерландами, 19 Данією, 12 Норвегією та деякої кількості Бельгією. Перші F-16 планували передати в Україну до кінця 2023 року. Фактично надійшли у липні 2024 року.

## Передумови
З 2018 року Повітряні сили ЗСУ вивчали можливості заміни радянських літаків на західні. 20 травня 2020 року Командування Повітряних сил ЗСУ опублікувало Візію щодо раціональних шляхів розвитку виду військ, в якій було визначено потреби в заміні радянських літаків на західні та уніфікації. Перша фаза передбачала протягом 2023—2025 закупити 6—12 нових літаків і випробувати їх. Друга фаза передбачала протягом 2025—2035 замінити основний парк літаків. На роль багатоцільового винищувача розглядались літаки 4++ покоління Saab JAS-39E/F Gripen та F-16 Block 70/72. Крім цього, там містились плани щодо заміни навчальних L-39 на інші літаки, уніфікація парку військових транспортних літаків, придбання ЗРК NASAMS та оновлення радіотехнічної складової. Станом на червень 2021 року розглядались Saab JAS-39E/F Gripen, F-16 Block 70/72, F-15EX, а Франція також пропонувала придбання Dassault Rafale.

## Історія

### Початок вторгнення
З початком російського вторгнення в Україну 24 лютого 2022 року постало питання отримання західних літаків у рамках МТД для відбиття російській агресії: зокрема, українські пілоти, маючи застарілі радари та ракети, мали дуже великі труднощі в боротьбі з російськими літаками. Починаючи з червня 2022, питання про надання Україні винищувачів почало порушуватись активніше. Так, у червні українська делегація включно з пілотом Андрієм «Джус» Пільщиковим, проводила в США перемовини з метою довести необхідність надання таких літаків. 23 червня 2022 у Конгресі США було зареєстровано законопроєкт за авторства Адама Кінзінґера, який дозволив би проводити тренування українських пілотів до схвалення передання літаків.
Влітку 2022 року речник ПС ЗСУ Юрій Ігнат повідомляв, що Україні потрібна універсальна платформа (багатоцільовий винищувач), придатна як для протиповітряної оборони, так і для ударів по наземних цілях. Як варіанти він назвав F-15, F-16 та F-18.
Наприкінці липня 2022 року Пентагон вивчав можливості надання літаків у довгостроковій перспективі. Американські посадовці розглядали як американські F-15, F-16 та F-18, так і європейські Eurofighter Typhoon, Saab Gripen та Dassault Rafale.

### Перемовини

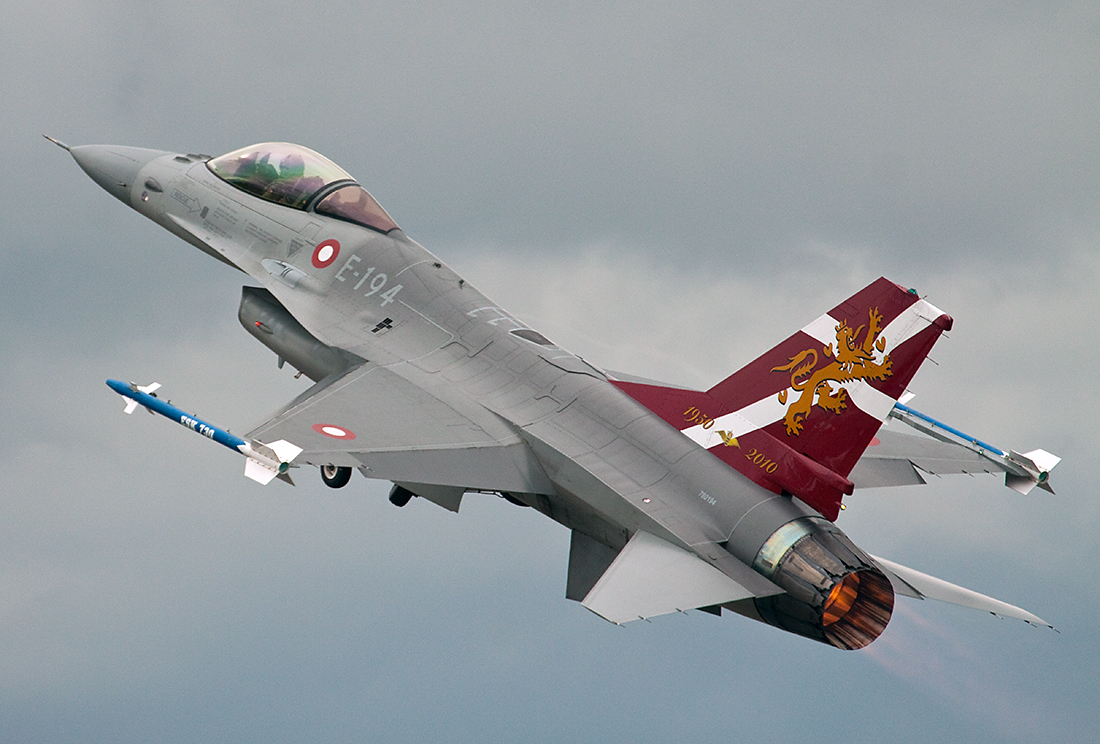
Данський F-16, 2011 рік

Станом на кінець січня 2023 року проводились перемовини про майбутню передачу літаків Україні. Після схвалення передачі західних танків (Challenger 2, Leopard 2, M1 Abrams) це питання взято в роботу, за словами Міністра закордонних справ Дмитра Кулеби. Деякі країни, як Польща та Нідерланди, заявили про свою готовність передати винищувачі в разі ухвалення відповідного рішення НАТО. Головний операційний директор компанії-виробника Lockheed Martin повідомив, що компанія готова розширити виробництво, щоб задовольнити попит країн, які віддають літаки.
9 лютого 2023 року нідерландські політики звернулись до прем’єр-міністра з пропозицією створення міжнародної коаліції задля передачі літаків та створення навчальної програми для українських пілотів.
17 лютого 2023 року п'ятеро американських конгресменів Джаред Ґолден, Джейсон Кроу, Кріссі Гулаган (демократи), Тоні Гонсалес та Майк Ґаллаґер (республіканці) закликали президента США Джо Байдена надати Україні F-16. 25 лютого Джо Байден виключив надання F-16, заявивши, ніби на той момент вони були непотрібні, а американська допомога спрямована на більш нагальні потреби: артилерію, танки та засоби ППО. Американські сенатори з обох партій продовжили тиск задля надання винищувачів.
Попри відсутність рішення про надання літаків, у березні 2023 року двоє українських пілотів проходили оцінку на тренажерах на військовій базі в Тусоні для визначення часу на потенційне навчання. Також було схвалено відправлення ще 10 пілотів. Україна заявила, що має близько 20 пілотів, готових на той момент долучитись до навчань, і ще 30 найближчим часом. На той момент було відомо, що Україна запитала 128 літаків F-15, F-16 і F-18. При цьому строки було названо 18—24 місяців у разі надання відремонтованих літаків і 3—6 років у разі виготовлення нових для України. За час тренування майстерність пілотів була визнана високою, що дозволило скоротити оцінковий час навчання приблизно до пів року.
У травні 2023 року радник міністра оборони України Юрій Сак повідомив, що Україна звернулась до країн-партнерів з проханням передати від 40 до 50 літаків F-16 аби сформувати три-чотири ескадрильї. Потреба у сучасних винищувачах набула особливої гостроти після зростання інтенсивності застосування російською авіацією планерних авіабомб різних типів.
15 травня 2023 року стало відомо, що Велика Британія буде займатись підготовкою українських пілотів. Попри відсутність F-16, Британія має навчально-тренувальні літаки для льотної підготовки.

### Створення коаліції F-16
16 травня 2023 року Велика Британія, Нідерланди та Франція після візиту Президента України Володимира Зеленського до Європи оголосили, що створюють «коаліцію винищувачів» для надання Україні F-16 . Вперше таку пропозицію озвучили нідерландські політики 9 лютого 2023 року. Після цього Франція, Польща та Бельгія заявили про готовність розпочати підготовку українських пілотів.
18 травня 2023 року стало відомо, що США проводили випробування українських пілотів на авіасимуляторах F-16 та виявили, що навчання керування може зайняти лише чотири місяці замість початкових припущень про 18.
19 травня 2023 року США повідомили, що готові дозволити своїм союзникам у Європі надати F-16. Навчання мали проходити в Європі з залученням американського персоналу. У цей же день Португалія заявила, що долучається до коаліції та буде тренувати українських льотчиків і механіків. Виконувач обов’язків міністра оборони Данії Троельс Лунд Поульсен оголосив, що Данія буде тренувати українських льотчиків і, можливо, надасть Україні літаки.
20 травня 2023 року Радник президента США з національної безпеки Джейк Салліван сказав, що оскільки нагальні потреби України на полі бою виконано, настав час розглянути й передання винищувачів. Він підтвердив, що США долучаться до навчань українських льотчиків і будуть сприяти наданню літаків європейськими союзниками, але також наголосив, що однією з умов надання винищувачів є те, що Україна не буде використовувати їх для ударів по території Росії, як це було раніше і з іншим американським озброєнням. А вже 22 травня речник Державного департаменту США Меттью Міллер повідомив, що надання F-16 є пріоритетом США; при цьому він не сказав, чи будуть США передавати власні літаки.

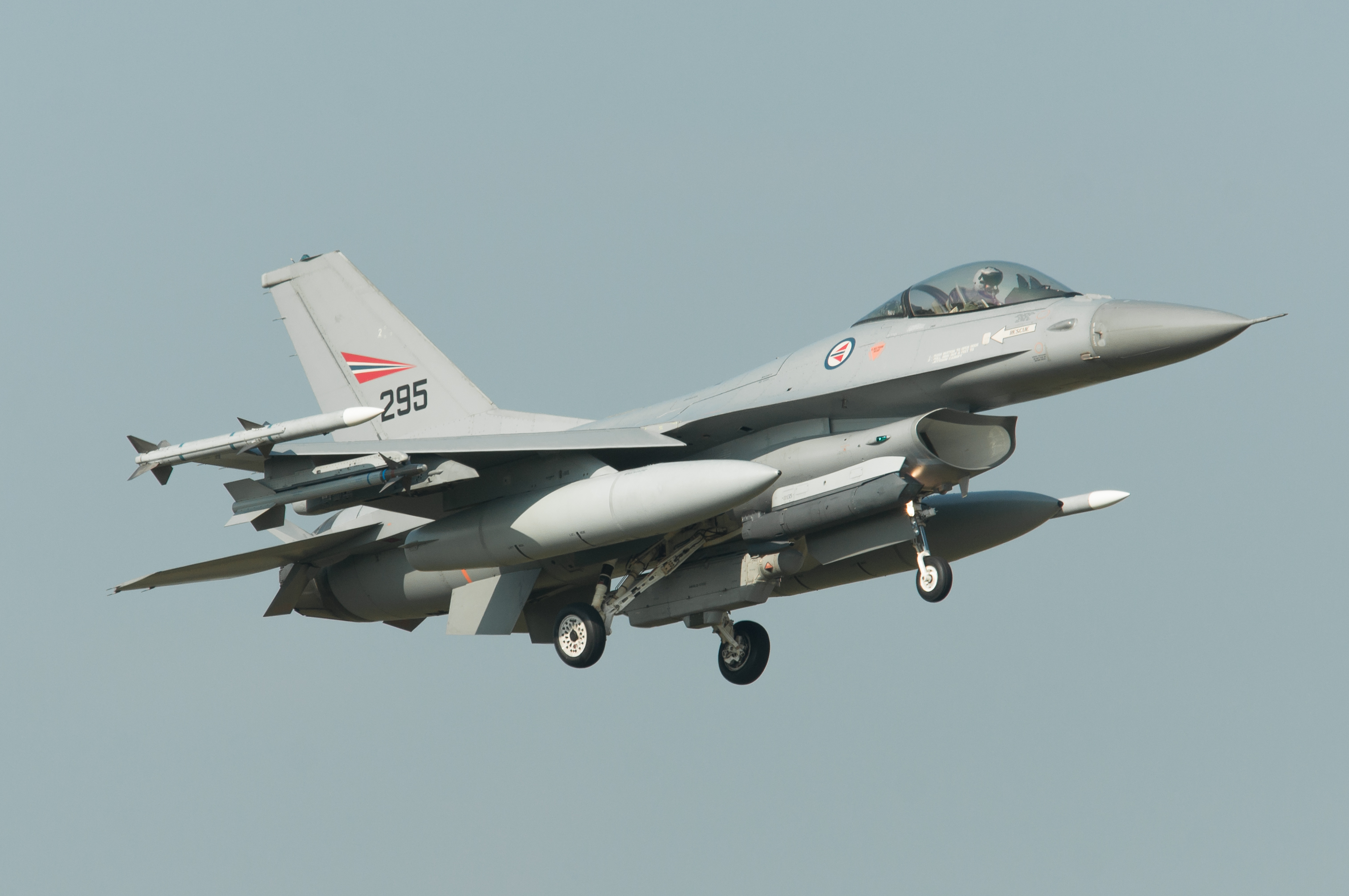
Норвезький F-16, 2014 рік

21 травня 2023 року Прем'єр-міністр Канади Джастін Трюдо повідомив, що Канада може долучитися до тренування українських пілотів.
24 травня Міністр оборони Норвегії Арільд Ґрам повідомив, що Норвегія буде готувати українських пілотів і персонал. 25 травня Данія та Нідерланди оголосили, що очолять підготовку українських пілотів.
14 червня стало відомо, що в одній із країн Східної Європи (6 липня 2023 року стало відомо, що це Борча-Фетешті, Румунія) буде створено навчальний центр F-16 для українців. Також передбачається підготовка на данській базі Скрюдструп.
15 червня пройшло 13-те засідання в Рамштайні, однією з тем якого була підготовка українських пілотів та обслуги, за участі міністрів оборони країн коаліції та представників Повітряних сил ЗСУ.
15 червня стало відомо, що в першу хвилю Україна відправить 24 льотчика для опанування F-16.
19 червня головний операційний директор Lockheed Martin Френк Сент-Джон високо оцінив українських пілотів і повідомив, що компанія готова допомогти з навчанням особового складу та надати будь-яке необхідне обладнання.
11 серпня координатор стратегічної комунікації Ради з нацбезпеки США Джон Кірбі повідомив, що США можуть навчати українських пілотів на своїй території в разі потреби.
19 серпня стало відомо, що навчання українських пілотів та обслуги вже розпочато. Строки закінчення навчання невідомі. Станом на 21 серпня відомо про навчання 70 військовослужбовців у Данії, серед яких пілоти та наземний персонал.
20 серпня Володимир Зеленський та Прем'єр-міністр Нідерландів Марк Рютте під час зустрічі оголосили про надання Україні 42 нідерландських літаків, отримання яких розраховане на 6—8 місяців. Міністерство оборони Данії оголосило про передачу 19 літаків F-16, перші 6 з яких можуть опинитись в Україні до кінця року.
21 серпня Греція погодилась брати участь у навчаннях пілотів.
24 серпня Прем’єр-міністр Норвегії Йонас Гар Стьоре під час перебування в Києві повідомив, що Норвегія може передати Україні 12 літаків F-16.
20 вересня 2023 року Прем’єр-міністр Бельгії Александер Де Кроо в кулуарах Генасамблеї ООН повідомив, що Бельгія розглядає передачу Україні F-16, якщо їх ресурс буде визначено як достатній. Бельгія планує повністю переозброїтись F-35, поступово виводячи з експлуатації F-16. Повідомляється, що 2024 року Бельгія зможе передати 2—4 винищувачі.

### Інші літаки

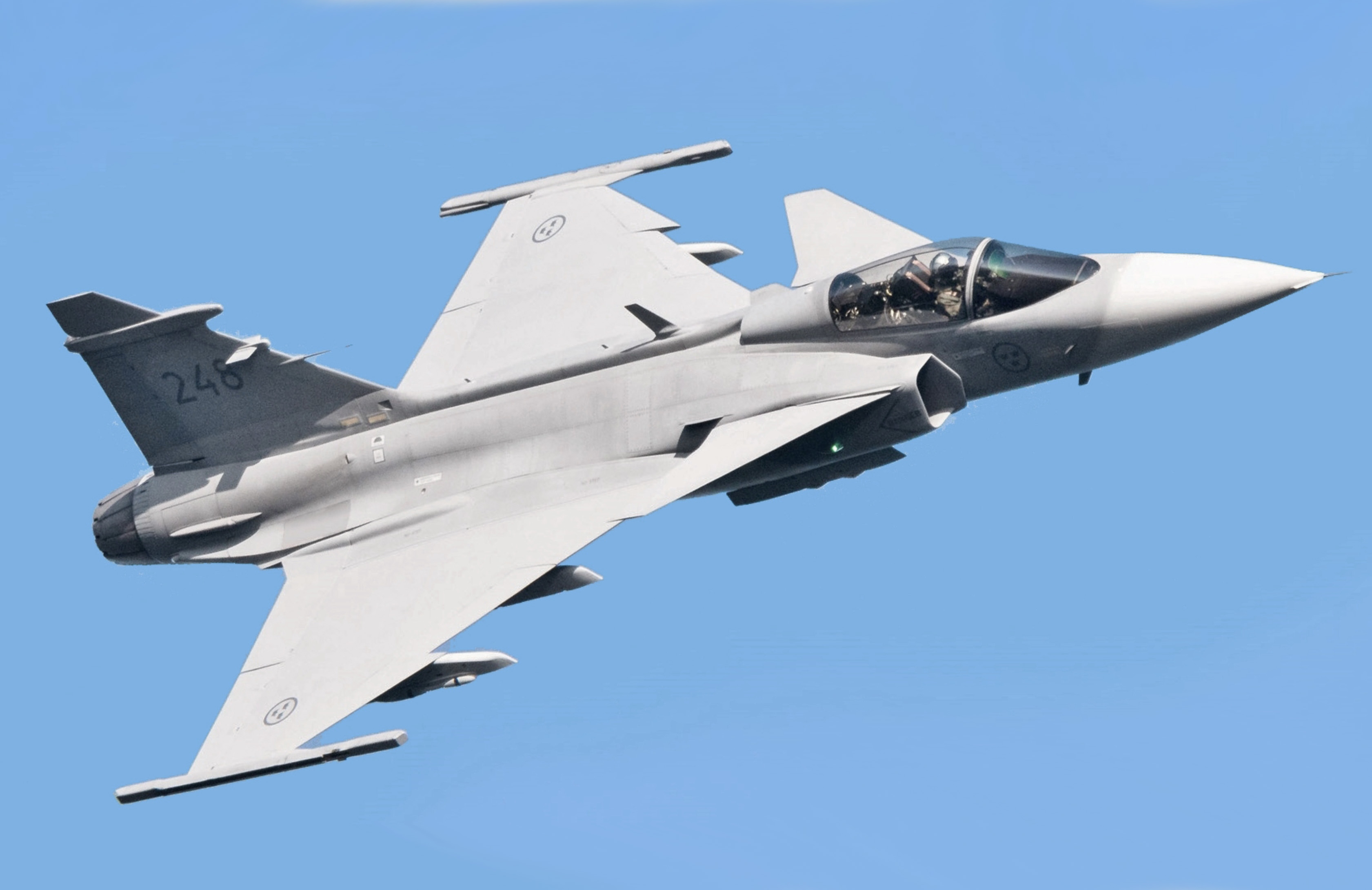
Шведський Saab JAS 39 Gripen

У липні 2022 року з'явилась ініціатива щодо передачі штурмовиків A-10 Thunderbolt. Втім, ця ідея зазнала критики: через значну кількість засобів ППО і українські, і російські штурмовики Су-25 застосовувались з максимальної відстані, запускаючи некеровані ракети з кабрування. За таких умов основна перевага «Тандерболта» — 30-мм гармата GAU-8 — була б неможливою для застосування. Речник ПС ЗСУ Юрій Ігнат повідомляв, що цей літак є неактуальним для України, натомість потрібен багатоцільовий винищувач.
15 лютого 2023 року міністр оборони Швеції Пол Йонсон повідомив, що Швеція розглядає запит України на надання Saab JAS 39 Gripen. Втім, за його словами, ці літаки є критично необхідними для оборони Швеції, а тому ймовірність їх надання низька — пріоритетом для Швеції є посилення української протиповітряної оборони. 25 травня стало відомо, що українські льотчики потренуються на тренажерах і після цього зможуть випробувати Gripen безпосередньо. На думку Йонсона, це дасть Україні можливість зробити вибір основного літака в довгостроковій перспективі. 21 серпня Швеція підтвердила, що надання літаків не планується, натомість опозиція закликала дослідити можливості передачі та зробити це за умови вступу Швеції до НАТО. 12 вересня стало відомо, що Збройні сили Швеції дослідять перспективи передання літаків і нададуть відповідь у листопаді 2023 року. 22 вересня міністерка оборони Чехії Яна Чернохова повідомила, що веде перемовини щодо навчання українських пілотів на Gripen на власній території. У травні 2024 року Швеція призупинила розгляд передачі цих літаків для допомоги з F-16, однак не виключила передачу в майбутньому.
10 березня 2023 року прем’єр-міністерка Фінляндії Санна Марін повідомила, що країна розглядає передачу F/A-18 Hornet Україні, оскільки їх планується замінити аналогічною кількістю F-35 упродовж 2025—2030 років. Україна подала офіційний запит на отримання цих літаків.
14 січня 2024 року командувач Повітряних сил ЗСУ Микола Олещук підтримав заяву командувача Сухопутних військ Олександра Сирського щодо потреби української армії в ударних гелікоптерах AH-64 Apache, AH-1 Super Cobra та багатоцільових UH-60 Black Hawk. Він також повідомив, що не виключає посилення спроможностей бомбардувальників Су-24М за допомогою Mirage 2000D, а штурмовиків Су-25 — за допомогою A-10 Thunderbolt II. Раніше, на початку вторгнення, коли обговорювались варіанти посилення українських повітряних сил, речник ПС ЗСУ заявив, що Mirage 2000 є застарілими і непотрібними Україні.
Наприкінці травня 2024 року Швеція оголосила про передачу двох літаків ДРЛВ Saab 340 AEW&C у версії S 100D. Ці літаки здатні виявляти повітряні й морські цілі на великій відстані. За допомогою системи Link 16 вони можуть надавати цілевказання безпосередньо для F-16, що дозволяє винищувачам атакувати без вмикання радара.

## Склад коаліції
Станом на 21 вересня 2023 року коаліція складається з 13 країн. 4 країни (Бельгія, Данія, Нідерланди та Норвегія) погодились надати Україні F-16AM/BM, ще 9 країн залучені або готові бути залученими до підготовки особового складу на F-16.
- Бельгія має 45 F-16AM/BM, які планує замінити на F-35. Бельгія займається підготовкою українського особового складу, але також розглядає можливість передачі невідомої кількості F-16[9].
- Велика Британія має на озброєнні тільки Eurofighter Typhoon та F-35, але проводить навчання українських пілотів. Попри відсутність F-16, Британія має навчально-тренувальні літаки Beechcraft Texan T1, а для поглибленого курсу підготовки BAE Hawk T2[en][27].
- Греція планує долучитися до тренування українських пілотів.
- Данія мала 44 (з них 30 активні) F-16AM/BM, які планується замінити на F-35[41], з яких 24 літаки продала Аргентині 16 квітня 2024 року[64]. Данія займається підготовкою українського особового складу на своїй території, також планується передача Україні 19 літаків, з яких 6 до кінця 2023 року[49].
- Нідерланди має 61 F-16AM/BM, які мали бути продані у зв'язку з переходом на F-35[41]. Планується передача Україні 42 літаків у 2024 році F-16[48].
- Канада має лише F-18 та CF-18, але може долучитися до тренування українських пілотів[36].
- Люксембург може долучитися до тренування українських пілотів[41].
- Норвегія мала 57 F-16AM/BM, але 32 літаки було продано Румунії в січні 2022. 2021 року прийнято рішення поступово вивести літаки з експлуатації, планується залишити лише F-35[65]. Планується передача Україні 12 літаків F-16[51].
- Польща не готова передавати F-16, оскільки не має достатньої кількості, але планує передавати радянські МіГ-29 та готувати українських пілотів[30] і наземний персонал[66].
- Румунія: на її території має бути створено регіональний навчальний центр, що має займатись підготовкою особового складу румунських та українських F-16[39].
- Португалія погодилась допомогти з підготовкою пілотів і наземного персоналу для F-16[33].
- США планують «забезпечити надання літаків» та тренувати український персонал, але наразі не планують передавати власні літаки[67].
- Франція має на озброєнні тільки Dassault Mirage 2000 та Dassault Rafale, але заявила про навчання українських пілотів[29].
- Швеція розглядає можливість надання Saab Gripen, але це малоймовірно. Міністр оборони Швеції заявив, що Швеція є учасницею коаліції F-16 і співпрацює з іншими коаліціантами для надання цих літаків[55].

### Потенційні учасники
- Фінляндія розглядала передачу F/A-18 Hornet з березня 2023 року[60][61].
- Чехія запропонувала Швеції навчання українських пілотів на Saab Gripen на своїй території, у разі передання цих літаків[58].